# Бекет (Иркутская область)
Бекет — упразднённый населённый пункт (заимка) в Боханском районе Иркутской области России. Входил в состав Каменского сельского поселения.

## История
Упразднена 10 июля 2014 года Законом Иркутской области «Об упразднении отдельных населенных пунктов Иркутской области»

## Население
| 2002 | 2010 | 2011 | 2012 |
| ---- | ---- | ---- | ---- |
| 2    | ↘0   | →0   | →0   |